# 酒井重澄
酒井 重澄（さかい しげずみ）は、江戸時代前期の大名。下総生実藩主。飛騨高山藩2代藩主金森可重の七男。

## 生涯
慶長12年（1607年）、飛騨国において生まれる。元和8年（1622年）、16歳の時に徳川秀忠に拝謁した。のち徳川家光の小姓となって寵愛を受け、家光の命で酒井忠勝の家号を称するようになり、下総国生実に2万5000石を与えられた（3万石との説もあり）。
元和（1615年 - 1624年）末年ころには、堀田正盛とともに家光の「一双の寵臣」と称されたといい、『徳川実紀』によれば、堀田正盛と酒井重澄に官位や知行で上下が生じないよう、正盛が3万石を与えられた際に重澄にも3万石を与えられたとある（典拠として『藩翰譜』を挙げる）。ただし『寛政譜』を見る限りは重澄は3万石を与えられておらず、正盛が3万石を越えるのは重澄の改易後である。
しかし重澄は病気を理由に出仕せず、屋敷で静養しているはずであったにもかかわらず4子をもうけたことから家光の勘気を蒙り、寛永10年（1633年）5月13日に改易された。勤務怠慢・不行跡が理由とされ、切腹相当とされたものの、病弱であったことは事実と見なされて罪を減じられたものである。
重澄は備後福山藩水野勝成にお預けとなった。寛永19年（1642年）に自殺した。享年36。『藩翰譜』によれば、堀田正盛が佐倉城主となったと聞いて自らの境遇を恥じ、食を絶っての自害という。
嫡男の重知（牛之助、権兵衛）も重澄に連座して伯父の飛騨高山藩3代藩主金森重頼にお預けとなったが、承応2年（1653年）に許された。翌年2000俵を給され、子孫は2000石の旗本として存続した。

## 登場作品
漫画
- 今井ムジイ『将軍の血』KADOKAWA